# War Child (album)
War Child is een album van de Britse rockband Jethro Tull, uitgebracht in 1974.

## Geschiedenis
Het album werd geschreven als muziek bij een film die Ian Anderson wilde maken. John Cleese had al toegezegd mee te werken, Bryan Forbes zou de regisseur zijn en Frederick Ashton zou de choreografie doen. Dit project werd afgezegd, maar de muziek werd wel uitgebracht.
Thematisch is het een vervolg op A Passion Play, maar muzikaal gezien wordt teruggekeerd naar nummers van normale duur.
Bungle in the Jungle werd, geheel tegen de verwachtingen in, een grote zomerhit in Amerika. Andersons inspiratie voor deze titel kwam van een bokswedstrijd tussen Muhammad Ali en George Foreman op 30 oktober 1974, die The Rumble in the Jungle werd genoemd omdat hij plaatsvond in Kinshasa in het toenmalige Zaïre. Op het podium kondigde Anderson het nummer ook wel aan als Rumble in the Bathroom.

## Nummers
1. War Child
2. Queen And Country
3. Ladies
4. Back-Door Angels
5. Sealion
6. Skating Away On The Thin Ice Of The New Day
7. Bungle In The Jungle
8. Only Solitaire
9. The Third Hoorah
10. Two Fingers
11. War Child Waltz¹
12. Quartet¹
13. Paradise Steakhouse¹
14. Sealion II¹
15. Rainbow Blues¹
16. Glory Row¹
17. Saturation¹

¹Bonusnummers op de digitaal geremasterde versie.

## Bezetting
- Ian Anderson (zang, dwarsfluit, akoestische gitaar, alt-, sopraan-, sopranino-saxofoon)
- Martin Barre (elektrische, Spaanse gitaar)
- John Evan (orgel, piano, synthesizers, 'piano-accordeon')
- Jeffrey Hammond-Hammond (basgitaar, contrabas)
- Barriemore Barlow (drums, glockenspiel, 'verschillende percussiemiddelen')

Gastmuzikant:
- David Palmer (arrangement voor orkest)
- Philomusica London (orkest)